# Чемпионат Европы по футболу 2006 среди девушек до 19 лет
Финальная часть Девятого Чемпионата Европы по футболу среди девушек до 19 лет прошла в Швейцарии с 11 по 22 июля 2006 года. В нём принимали участие девушки, родившиеся после 1 января 1987.
Чемпион Европы 2006 года —  Германия.

## Формат турнира
В чемпионате Европы приняло участие 40 команд. Сначала они были разбиты на 10 групп и провели первый отборочный раунд с 27 сентября по 1 октября 2005 года. По две первых команды и 5 лучших, среди занявших третьи места прошли во второй отборочный раунд, где к ним присоединились команды  Германия,  Франция и  Испания. Во втором раунде 28 команд были разбиты на 7 групп. Победители групп попали в финальную стадию ЧЕ.

### Квалификация
В финальной стадии участвовали восемь сборных, прошедших квалификацию. Они были разбиты на две группы, по четыре сборных. После группового этапа по две сборных попали в стадию плей-офф, в полуфиналы.

### Группа А
- Бельгия
- Германия
- Дания
- Швеция

### Группа Б
- Россия
- Франция
- Нидерланды
- Швейцария

### Стадионы
| Берн                | Берн Виль Винтертур Золотурн Лангенталь ШаффхаузенРасположение городов чемпионата Европы по футболу 2006 | Виль                |
| Нойфельд            | Берн Виль Винтертур Золотурн Лангенталь ШаффхаузенРасположение городов чемпионата Европы по футболу 2006 | Спортпарк Бергхольц |
| Вместимость: 14.000 | Берн Виль Винтертур Золотурн Лангенталь ШаффхаузенРасположение городов чемпионата Европы по футболу 2006 | Вместимость: 5.850  |
|                     | Берн Виль Винтертур Золотурн Лангенталь ШаффхаузенРасположение городов чемпионата Европы по футболу 2006 |                     |
| Винтертур           | Берн Виль Винтертур Золотурн Лангенталь ШаффхаузенРасположение городов чемпионата Европы по футболу 2006 | Золотурн            |
| Шютценвизе          | Берн Виль Винтертур Золотурн Лангенталь ШаффхаузенРасположение городов чемпионата Европы по футболу 2006 | Золотурн            |
| Вместимость: 8.550  | Берн Виль Винтертур Золотурн Лангенталь ШаффхаузенРасположение городов чемпионата Европы по футболу 2006 | Вместимость: 6.750  |
|                     | Берн Виль Винтертур Золотурн Лангенталь ШаффхаузенРасположение городов чемпионата Европы по футболу 2006 |                     |
| Лангенталь          | Берн Виль Винтертур Золотурн Лангенталь ШаффхаузенРасположение городов чемпионата Европы по футболу 2006 | Шаффхаузен          |
| Ранкматте           | Берн Виль Винтертур Золотурн Лангенталь ШаффхаузенРасположение городов чемпионата Европы по футболу 2006 | Брайте              |
| Вместимость: 1.680  | Берн Виль Винтертур Золотурн Лангенталь ШаффхаузенРасположение городов чемпионата Европы по футболу 2006 | Вместимость: 7.300  |
|                     | Берн Виль Винтертур Золотурн Лангенталь ШаффхаузенРасположение городов чемпионата Европы по футболу 2006 |                     |

## Результаты
В группе А фаворитами являются немки, 4-кратные обладательницы титула. Сборная Бельгии — новичок соревнований. Здесь же примерно равные по силе команды Швеции и Дании.

### Группа А
Календарь группы А
| Дата             | Город      | Встреча            | Счёт |
| ---------------- | ---------- | ------------------ | --- |
| Вт, 11 июля 2006 | Берн       | Германия — Швеция  | 1:1 (0:1) 37' - Мая Кранц (0:1) 88' - Анн-Кристин Ангель (1:1) Судья: Теодора Албон                                                         |
|                  | Золотурн   | Дания — Бельгия    | 2:1 (1:1) 33' - Кристин Эльсен (0:1) 42' - Эмма Мадсен (1:1) 67' - Эмма Мадсен (2:1) Судья: Сандра Браж Бастуш                              |
| Чт, 13 июля 2006 | Лангенталь | Германия — Дания   | 2:0 (0:0) 53' - Фатмире Байрамай (1:0) (пен) 67' - Надин Кесслер (2:0) Судья: Палома Кинтеро Силес                                          |
|                  | Берн       | Бельгия — Швеция   | 0:0 (0:0) Судья: Рейчел Коэн |
| Вс, 16 июля 2006 | Золотурн   | Бельгия — Германия | 0:4 (0:1) 42' - Фридерике Энгель (0:1) 46' - Надин Кесслер (0:2) 85' - Анна Блессе (0:3) 90' - Юлиане Хефлер (0:4) Судья: Екатерина Монзуль |
|                  | Лангенталь | Швеция — Дания     | 0:0 (0:0) Судья: Хилал Туба Тосун |

Таблица группы А
| № | Команды  | 1     | 2     | 3     | 4     | И | В | Н | П | РМ  | О | М |
| - | -------- | ----- | ----- | ----- | ----- | - | - | - | - | --- | - | - |
| 1 | Германия |       | 1 : 1 | 2 : 0 | 4 : 0 |   | 2 | 1 | 0 | 7-1 | 7 | 1 |
| 2 | Швеция   | 1 : 1 |       | 0 : 0 | 0 : 0 |   | 0 | 3 | 0 | 1-1 | 3 | 3 |
| 3 | Дания    | 0 : 2 | 0 : 0 |       | 2 : 1 |   | 1 | 1 | 1 | 2-3 | 4 | 2 |
| 4 | Бельгия  | 0 : 4 | 0 : 0 | 1 : 2 |       |   | 0 | 1 | 2 | 1-6 | 1 | 4 |

И — игры, В — выигрыши, Н — ничьи, П — проигрыши, РМ — разница мячей, О — очки, М — место

### Группа Б
В группе Б в первом матче встречаются участницы прошлогоднего финала — сборные России и Франции. Кроме того здесь же находятся хозяйки первенства швейцарки и команда Нидерландов, которую пока никто не относит к фаворитам.
Календарь группы Б
| Дата             | Город      | Встреча                | Счёт |
| ---------------- | ---------- | ---------------------- | --- |
| Вт, 11 июля 2006 | Шаффхаузен | Россия — Франция       | 1:4 (1:2) 12' - Мари-Лор Дели (0:1) 19' - Нора Котон Пелажье (0:2) 40' - Елена Данилова (пен) (1:2) 66' - Мари-Лор Дели (1:3) 90' - Эжени Ле Соммер Судья: Хилал Туба Тосун                                 |
|                  | Винтертур  | Швейцария — Нидерланды | 2:0 (0:0) 63' - Мава Саррасен (1:0) 75' - Изабель Майер (2:0) Судья: Екатерина Монзуль |
| Чт, 13 июля 2006 | Виль       | Россия — Швейцария     | 2:1 (0:1) 1' - Каролен Аббе (0:1) 50' - Елена Данилова (1:1) 59' - Елена Данилова (2:1) Судья: Сандра Браж Бастуш                                                                                           |
|                  | Шаффхаузен | Нидерланды — Франция   | 0:1 (0:1) 39' - Мари-Лор Дели (0:1) Судья: Теодора Албон |
| Вс, 16 июля 2006 | Виль       | Нидерланды — Россия    | 1:5 (1:2) 8' - Эмбер ван дер Хейде (1:0) 18' - Елена Данилова (1:1) 28' - Елена Данилова (1:2) 53' - Елена Данилова (1:3) 68' - Елена Данилова (1:4) 84' - Елена Терехова (1:5) Судья: Палома Кинтеро Силес |
|                  | Винтертур  | Франция — Швейцария    | 0:3 59' - Джессика Уара (0:1) 76' - Хлоя Мазалубо (0:2) 87' - Мари-Лор Дели (0:3) Судья: Рейчел Коэн |

Таблица группы Б
| № | Команды    | 1     | 2     | 3     | 4     | И | В | Н | П | РМ  | О | М |
| - | ---------- | ----- | ----- | ----- | ----- | - | - | - | - | --- | - | - |
| 1 | Россия     |       | 1 : 4 | 2 : 1 | 5 : 1 |   | 2 | 0 | 1 | 8-6 | 6 | 2 |
| 2 | Франция    | 4 : 1 |       | 4 : 0 | 1 : 0 |   | 3 | 0 | 0 | 9-1 | 9 | 1 |
| 3 | Швейцария  | 1 : 2 | 0 : 4 |       | 2 : 0 |   | 1 | 0 | 2 | 3-6 | 3 | 3 |
| 4 | Нидерланды | 1 : 5 | 0 : 1 | 0 : 2 |       |   | 0 | 0 | 3 | 1-8 | 0 | 4 |

И — игры, В — выигрыши, Н — ничьи, П — проигрыши, РМ — разница мячей, О — очки, М — место

## Полуфиналы
| 19 июля 2006                                                                       | \| Германия \| 4-0 УЕФА \| Россия \| \| Анн-Кристин Ангель 47' Моника Кершовски 50' Юлиане Майер 53' Изабель Кершовски 72' \| Голы \| \| | Нойфельд, Берн Судья: Теодора Албон |
| Германия                                                                           | 4-0 УЕФА | Россия                              |
| Анн-Кристин Ангель 47' Моника Кершовски 50' Юлиане Майер 53' Изабель Кершовски 72' | Голы |                                     |

| 19 июля 2006      | \| Франция \| 1-0 УЕФА \| Дания \| \| Мари-Лор Дели 71' \| Голы \| \| | Золотурн-Штадион, Золотурн Судья: Хилал Туба Тосун |
| Франция           | 1-0 УЕФА                                                              | Дания                                              |
| Мари-Лор Дели 71' | Голы                                                                  |                                                    |

## Финал
| 22 июля 2006                                    | \| Германия \| 3-0 УЕФА \| Франция \| \| Изабель Кершовски 13', 53' Моника Кершовски 74' \| Голы \| \| | Нойфельд, Берн Судья: Палома Кинтеро Силес |
| Германия                                        | 3-0 УЕФА                                                                                               | Франция                                    |
| Изабель Кершовски 13', 53' Моника Кершовски 74' | Голы                                                                                                   |                                            |

## Список бомбардиров
- 7 мячей
  -  Елена Данилова

- 5 мяча
  -  Мари-Лор Дели

- 3 мяча:
  -  Изабель Кершовски

- 2 мяча:
  -  Моника Кершовски, Надин Кесслер, Анн-Кристин Ангель
  -  Эмма Мадсен

- 1 мяч:
  -  Кристин Эльсен
  -  Фатмире Байрамай, Фридерике Энгель, Юлиане Хефлер, Анна Блессе
  -  Эмбер ван дер Хейде
  -  Елена Терехова
  -  Нора Котон Пелажье, Эжени Ле Соммер, Хлоя Мазалубо, Джессика Уара
  -  Каролен Аббе, Изабель Майер, Мава Саррасен
  -  Мая Кранц

## Список арбитров

### Главные
- Теодора Албон
- Сандра Браж Баштуш
- Рэйчел Коэн
- Катерина Монзуль
- Палома Кинтеро Силес
- Илал Туба Тосун

### Ассистенты арбитра
- Камена Георгиева
- Синди Кирхманн
- Вибеке Ларсен
- Ану Лехтонен
- Катарина Новачик
- Реко Оч
- Мораг Пири
- Катя Сенези